# X-Men: días del futuro pasado
X-Men: días del futuro pasado (título original en inglés: X-Men: Days of Future Past) es una película de la saga X-Men dirigida por Bryan Singer que supone ser el nexo entre las entregas originales y la película X-Men: primera generación, convirtiéndose en la secuela de X-Men: The Last Stand, X-Men: primera generación y también de The Wolverine a través de la última escena, a su vez que corrige discrepancias argumentales entre las películas anteriores.
Se estrenó en  Estados Unidos y otros países en enero del 2014. El estreno se convirtió en el más exitoso hasta el momento de la franquicia mutante.
La película reúne al elenco de la trilogía original como Ian McKellen (Magneto), Patrick Stewart (Profesor X), Hugh Jackman (Wolverine), y Halle Berry (Tormenta) con el reparto de la segunda saga como James McAvoy (Profesor X), Michael Fassbender (Magneto), y Jennifer Lawrence (Mystique) en las versiones del pasado de sus personajes, convirtiéndose con esto en una secuela directa de X-Men: The Last Stand (2006) y X-Men: primera generación (2011), posteriormente en 2016 se estrenó una secuela de la misma titulada X-Men: Apocalipsis.

## Argumento
En el futuro del año 2023, la ciudad de Nueva York y el resto del mundo está en ruinas. Los Centinelas orgánicos están programados para identificar y exterminar a los mutantes y sus aliados humanos. Una gran cantidad de gente es recluida en un campo de concentración rodeado por cercas con rayos láseres púrpura. Fuera del campo, un camión descarga una pila de cuerpos y un joven albino escarba en la tierra encontrando una placa de los X-Men antes de que un resplandor rojizo aparezca sobre él. En Moscú, unas naves detectan a un grupo de mutantes supervivientes ocultos y envían a tres Centinelas que taladran hasta su escondite bajo el suelo, Sunspot, Coloso, Bobby Drake, Blink y Warpath mueren durante la incursión de los Centinelas, pero Kitty Pryde envía la mente de Bishop atrás en el tiempo unos días antes del ataque para prevenir a sus amigos evitando sus futuras muertes.
El profesor Charles Xavier está en el Jet-X con Storm, Wolverine y Magneto. Xavier encuentra al grupo de Kitty Pryde usando una versión de Cerebro incorporada en el jet y se reúne con ellos en un remoto templo en China. En dicho lugar, Xavier les explica a todos que el programa Centinela fue creado originalmente en el año 1973 por el Dr. Bolivar Trask, un reconocido diseñador de armamento ante el público de la época, pero en secreto, este sujeto experimentaba con mutantes. Pero cuando sus grotescos experimentos en mutantes fueron descubiertos por Mystique, esta última persiguió a Trask por todo el mundo y finalmente en París durante los acuerdos de paz que pusieron fin a la guerra de Vietnam, Mystique encontraría a Trask y finalmente lo asesinó. Sin embargo, el asesinar a Trask no trajo la respuesta que ella esperaba, ya que rápidamente Mystique fue capturada en ese momento y dicho incidente solo convenció a los gobiernos de todos los países de aprobar con urgencia el programa Centinela, luego ese día experimentaron con Mystique, descubriendo así la forma de crear Centinelas que pudieran adaptarse a los poderes mutantes usando su material genético como base. En eso, Xavier sugiere que si alteran el tiempo y evitan el asesinato de Trask, en teoría podrían prevenir el surgimiento de los Centinelas y que con la ayuda de Kitty, la cual posee la habilidad de enviar la conciencia de un mutante atrás en el tiempo podrían lograrlo. Sin embargo, Kitty les explica que su poder tiene ciertas limitaciones y que no puede usarlo para enviar la conciencia de alguien tan atrás en el tiempo, ya que eso implicaría viajar décadas en el tiempo y que dicho acto podría destruir en el proceso la mente del individuo. Estando al corriente de la situación, Wolverine decide ofrecerse como voluntario para realizar el arriesgado plan, ya que sus poderes regenerativos le permitirían resistir el viaje a través del tiempo. Antes de comenzar, Kitty le menciona a Wolverine que todo lo que han pasado en los últimos cincuenta años y la guerra contra los Centinelas, la única persona que será capaz de recordar todos estos acontecimientos será solamente Wolverine, en eso Bobby le menciona a Logan que no tarde demasiado en el pasado, ya que los Centinelas tarde o temprano los encontraran en cualquier momento, Kitty por su parte también agrega que esta vez ya no habrá escapatoria si los Centinelas los encuentran, por lo que Wolverine les menciona que no fallara en su misión. Por otro lado, Xavier le menciona a Wolverine que una vez que llegue a 1973, busque a su versión joven y trate de convencerlo de todo lo que esta sucediendo en la actualidad, por su parte Magneto también le menciona a Logan que necesitara la ayuda de su versión joven en dicha misión, entonces Logan le pregunta a Magneto a donde puede encontrar a su versión joven y Magneto solo se limita a decirle que en donde esta es bastante complicado de decir, rápidamente Kitty inicia el proceso y envía la mente de Wolverine a su cuerpo del pasado. Momentos después, Wolverine despierta en la ciudad de Nueva York del año 1973 en un hotel, acostado con una mujer, luego llegan tres gánsteres que le disparan por "acostarse con la hija de su jefe" y Wolverine mata con suma facilidad a los gánsteres y se lleva las llaves del auto de estos.
Mientras tanto en el Capitolio, Bolivar Trask intenta convencer al gobierno de los Estados Unidos de que le proporcionen fondos para su programa Centinela y lee una disertación escrita por un mutante de la Universidad de Oxford, argumentando que, al ser los humanos la especie menos evolucionada, son vulnerables y que si subestiman a los enemigos mutantes como lo hicieron con los enemigos en la guerra de Vietnam, esta vez la guerra estallará dentro de su nación. Pero rechazan el pedido de Trask con el argumento de que los mutantes son una décima parte de la población que han vivido durante mucho tiempo en el país pacíficamente y que no ha ocurrido ningún incidente relacionado al tema. En Saigón, la mutante Mystique irrumpe en un búnker militar bajo la identidad del coronel Sanders para liberar a Alex Summers, Mortimer Toynbee, Eric Gitter y un joven moreno llamado Daniels que estaban por ser trasladados a unas instalaciones privadas de Industrias Trask por William Stryker.
Cuando Wolverine llega a la Mansión X, es recibido por Hank McCoy en su forma humana quien intenta impedirle el paso, pero ante la insistencia de Wolverine se transforma en su forma de Bestia y los dos tienen una breve pelea que es interrumpida por el joven Charles Xavier. Momentos después, Wolverine les explica a Charles y Hank todo lo relacionado al futuro con los Centinelas y que si no detienen a Raven ahora mismo, las acciones de esta última provocarían el holocausto ya mencionado en el futuro, además de ello Wolverine también les menciona que necesitaran la ayuda de Magneto para realizar el trabajo, algo que en un principio Charles solo se ríe sarcásticamente del asunto y admite que Erik esta donde pertenece y que además se niega a ayudar a Logan en su misión. Tras esta reunión, Logan le cuestiona a Hank sobre que fue lo que le paso a Xavier como para que este último se comporte de esa manera tan arrogante y Hank simplemente le revela que todo esto fue a raíz de que la escuela Xavier cerrara después del primer semestre, ya que en ese entonces la guerra de Vietnam empeoró y que muchos de sus profesores y estudiantes fueron reclutados para las filas del ejército estadounidense, lo cual desmoronó emocionalmente a Charles, por lo que Hank desarrolló un suero que suprime sus poderes telepáticos y a cambio le permite caminar, a su vez el suero está derivado de la misma fórmula que usa Hank para convertirse en humano temporalmente y que Hank toma lo necesario para mantener un equilibrio, pero Charles por su parte no tolera el dolor y el tormento de las voces por su poder de telepatía, por lo cual este toma una dosis diaria del mismo y que en varias ocasiones Hank a tratado de retirarle un poco el uso del suero, pero Charles se rehúsa a dejar de usarlo. Mientras tanto, Xavier regresa a su cuarto y empieza a recordar un flashback de cuando conoció a Raven en su momento, pero después de recapacitar detenidamente el asunto y con la esperanza de reunirse con Mystique nuevamente, este finalmente accede en ayudar a Logan en su misión. No obstante ir por Erik Lehnsherr se torna un poco más complicado, debido a que este se encuentra encerrado en una prisión debajo del Pentágono por el asesinato del presidente John F. Kennedy y que para sacarlo de ahí será bastante riesgoso, por otro lado Logan les menciona que conoce a alguien que podría ayudarlos y que la persona en esta época ya debe ser un joven adulto que vive en las afueras de Washington, pero no saben cómo encontrarlo, por lo tanto lo ubican a través de un directorio telefónico.
Mientras tanto, Mystique se infiltra en las instalaciones de Industrias Trask convertida en Bolivar Trask e ingresa en la oficina de este último, allí encuentra planos de construcción de los Centinelas y registros de armas, también revisa un reporte de autopsias que contiene fotografías de varios mutantes fallecidos entre los cuales están un mutante llamado G. Ferdenber, E. Kephart, el cadáver deteriorado de Azazel y el cuerpo de Angel Salvadore, con varias cicatrices en el pecho, sin su ala izquierda y con la numeración 11-05-62. Luego de descubrir que Trask ha estado experimentando en mutantes, Mystique en represalias planea asesinarlo en los Acuerdos de Paz en París.
Wolverine, Xavier y Hank conducen hasta la casa de Peter Maximoff para pedirle ayuda y juntos entran al Pentágono. Hank, Wolverine y Xavier se mezclan con un grupo de personas que están de paseo con una guía turística, Wolverine y Xavier se separan del grupo mientras que Hank interviene las cámaras de seguridad y Peter inmoviliza a un guardia del Pentágono que llevaba el almuerzo para Erik Lehnsherr, suplantándolo para obtener acceso a la celda de Lehnsherr, una vez allí rompe el cristal de la celda y libera a Lehnsherr pero las alarmas se encienden, en ese momento Hank también activa la alarma contra incendios en la cocina del Pentágono. Peter saca a Lehnsherr y lo lleva hasta la cocina donde se reúnen con Wolverine y Xavier, todos logran escapar del Pentágono gracias a los poderes de Peter, quien se encargó de dejar inconscientes a todos los guardias.
Wolverine, Xavier, Hank y Erik se despiden de Peter mientras toman un vuelo a París. Durante el viaje en avión, se desata una pequeña discusión cuando Erik siente curiosidad por saber cómo perdió su telepatía Xavier, quien le revela que el tratamiento para su columna también afecta su ADN y por ende sus poderes, entonces Erik le cuestiona a Xavier que este último sacrifico sus poderes solo para volver a caminar, pero Charles le revela que en realidad sacrificó sus poderes para dormir y culpa a Erik de ello, luego lo desafía a pelear, Erik por su lado le recrimina que varios mutantes (entre ellos Emma y Banshee) fueron asesinados y Xavier no estuvo ahí para ayudarlos cuando lo necesitaban, acusándolo de haberlos abandonado. Por otra parte en París, Mystique se aparece en un club nocturno donde se encuentran varios generales vietnamitas bebiendo con sus camaradas y con los soldados rusos por su victoria en la guerra. Momentos después, uno de estos generales vietnamitas la lleva a su habitación, esperando que ella lo seduzca, pero Mystique revela su verdadera forma y asfixia al general dejándolo inconsciente, luego recoge una invitación sobre la mesa para la cumbre en París y toma la identidad del general vietnamita. Más tarde en el avión, Erik y Xavier tienen una conversación más relajada en la que Erik le menciona a Xavier que en realidad este no pretendía matar al presidente Kennedy, sino que usó sus poderes para intentar salvarlo, pero lo detuvieron antes de que lograra su cometido, cuando Xavier le cuestiona porqué quería salvar al presidente Kennedy y Erik simplemente le responde que la razón es porque este era un mutante como ellos. Ante este hecho, Xavier le da la razón a Erik recordando que este había dicho una vez que un día vendrían por todos los mutantes y le pregunta cuando fue la última vez que vio a Mystique, por su parte Erik le responde que la última vez que la vio fue cuando se dirigían a Dallas y después de eso perdió el rastro de ella, luego de aclarar sus dudas ambos deciden jugar una partida amistosa de ajedrez durante el resto del viaje.
En París, se está llevando a cabo la Cumbre de Paz en el Hotel Royal. Los generales vietnamitas se reúnen en una habitación privada. Bolivar Trask asiste a la reunión acompañado por William Stryker e intenta promover su programa Centinela argumentando que está surgiendo un nuevo enemigo mucho más poderoso (los mutantes) y que necesitarán una nueva arma para combatirlo. En ese momento, Erik, Xavier, Hank y Wolverine irrumpen en el hotel. Entretanto Trask explica que sus robots tienen la capacidad de detectar el gen X de los mutantes y para dar una muestra de ese sistema, saca un dispositivo capaz de identificar objetivos mutantes a 800 metros que inesperadamente detecta a Mystique haciéndose pasar por el general vietnamita. Los asistentes de la reunión y los agentes de seguridad intentan someter al general, pero Mystique se quita el disfraz y lucha contra ellos, después de derrotar a todos incluyendo a William Stryker, ella se dispone a matar a Trask, justo cuando estaba a punto de dispararle llegan el profesor Xavier, Erik, Hank, y Wolverine, para impedirlo, William Stryker recobra la conciencia y aprovecha la oportunidad para inmovilizarla con unos proyectiles eléctricos, rápidamente Erik quita los proyectiles de Mystique y se los regresa a Stryker, a pesar de eso Erik decide matarla como la manera más segura de prevenir el futuro apocalíptico. Pero Hank interviene, a todo esto la mente de Wolverine del futuro empieza a desconectarse de su cuerpo de 1973 al ver a Stryker en el suelo, recordando el sufrimiento que este le provocó y Wolverine del pasado despierta confundido por unos momentos poniéndose agresivo con Xavier, a la vez, el Wolverine del futuro estaba regresando a su cuerpo de 2023 y hiere a Kitty accidentalmente con sus garras mientras ella luchaba por mantenerlo en su cuerpo del pasado. En 1973, Hank convertido en Bestia lucha contra Erik y se exponen junto con Mystique como mutantes al mundo, en medio del enfrentamiento entre Bestia y Erik, Mystique aprovecha la confusión de los civiles presentes para escapar disfrazada. Trask aprovecha este evento y convence con éxito al presidente Richard Nixon de proveerle los fondos que necesita para iniciar el programa Centinela.
Mientras tanto, Mystique se recupera en un hospital de París de la herida de bala que le causó Erik en la pierna derecha, mientras que Erik se encuentra examinando el rollo de cinta de Trask que tomó en el Hotel Royal con toda la información de los Centinelas. Más tarde, Mystique aborda a Erik en una estación del metro y lo confronta por haber intentado matarla, Erik le dice que hizo lo que creyó correcto para salvar el futuro de los mutantes y Mystique le dice que debería matarlo ahora para salvar su propio futuro, Erik le responde que ya no importa si él muere porque de todas formas los científicos necesitan el ADN de Mystique para crear los Centinelas y que la sangre de ella quedó esparcida en la calle es la clave para ello, pero Mystique le hace saber que la culpa de ese hecho es del mismo Erik por haberle disparado previamente y se retira del lugar.
Mientras tanto, Wolverine, Xavier y Hank regresan en la Mansión X justo cuando la dosis del suero pierde su efecto y el Profesor X pierde la movilidad de sus piernas y sus poderes telepáticos comienzan a regresar, rápidamente Hank le trae una dosis más del suero para inyectarse, pero finalmente Xavier decide abandonar el uso del suero por sugerencia de Wolverine quien le dice que necesitan sus poderes telepáticos para encontrar a Raven. El Profesor X se dirige en su silla de ruedas hasta la computadora Cerebro. Tras un intento fallido de usar a Cerebro, el profesor entra en la mente de Wolverine y a través de él se comunica con su yo del futuro quien lo inspira a proteger la relación entre los mutantes y la humanidad, entonces Xavier hace un nuevo intento por rastrear a Mystique.
Mientras tanto, Bolivar Trask está analizando las muestras de sangre de Mystique y dice que si pudiera atraparla y obtener más material genético, lo ayudaría a avanzar mucho en sus investigaciones para construir Centinelas con poderes mutantes. Trask le pregunta por curiosidad a Stryker sobre qué edad tiene su hijo Jason y Stryker le menciona que acaba de cumplir 10 años, Trask agrega que en 6 años más, Jason podrá enlistarse en el ejército donde miles de soldados mueren cuando se enlistan para marchar a la guerra, tanto de un bando como del otro pero nunca antes en la historia había existido una causa (como la amenaza de los mutantes) que uniera a la humanidad como una sola especie. En eso, Stryker le menciona a Trask que odia a los mutantes, pero este le responde que en realidad los admira en el fondo y que los ve como su salvación, por su parte Stryker le dice que es porque son un enemigo en común y Trask lo corrige diciendo "una lucha en común contra la extinción". Afuera de las instalaciones de Industrias Trask, Erik se encuentra siguiendo un cargamento de Centinelas y aborda el tren que los transporta, luego toma el metal de las vías del tren y lo implanta en los Centinelas que están siendo transportados dentro de los vagones para, de alguna forma, activarlos y tomar el control de los robots.
El Profesor X localiza a Mystique en el aeropuerto y gracias a Cerebro controla la mente de las personas que están cerca de ella para hablarle e intentar persuadirla de que desista de su plan de asesinar a Trask, al ver que Mystique no quiere escuchar a Xavier, Wolverine le dice que detenga a Mystique controlando su mente, pero Xavier dice que no puede hacerlo, ya que ella no lo está dejando entrar a su mente, en cambio proyecta una imagen de él en la mente de Mystique para hablarle de una manera más directa, aun así Mystique no le hace caso y toma su vuelo a Washington D. C. Cuando Wolverine, Xavier y Hank se enteran de que el presidente Nixon dará un discurso en el patio de la Casa Blanca sobre el peligro que representan los mutantes acompañado por Bolivar Trask, ellos también se dirigen a Washington. Por su parte, Erik (ahora Magneto) regresa nuevamente al Pentágono y usando dos esferas de metal golpea a los guardias dejándolos inconscientes, luego recupera su casco que bloquea los poderes telepáticos de Xavier.
En el futuro de 2023, Warpath detecta doce naves que transportan a los Centinelas acercándose. En el pasado de 1973, Xavier, Hank y Wolverine asisten a la ceremonia donde Richard Nixon presenta a los Centinelas en búsqueda de Mystique quien se está haciendo pasar por un agente del Servicio Secreto, Xavier la encuentra y la paraliza con su mente. Magneto levanta el Estadio Memorial Robert F. Kennedy y activa los ocho prototipos de Centinelas haciendo que disparen contra los asistentes de la ceremonia. Con la conmoción, Xavier libera a Mystique quien se va con los agentes y Stryker que lleva a Nixon y Trask a un cuarto seguro debajo de la Casa Blanca. Magneto coloca el Estadio Robert F. Kennedy alrededor de la Casa Blanca para rodearla, y Xavier queda atrapado entre los escombros.
De regreso al futuro de 2023, Storm, Blink, Bishop y Magneto luchan contra el grupo de Centinelas que se dirigen al templo chino, Magneto envía el Jet-X hacia los Centinelas y Storm lo hace explotar para destruir a la mayor cantidad posible de Centinelas, aun así no fue suficiente y uno de los Centinelas mata a Storm, para complicar las cosas Magneto quedó seriamente herido cuando un fragmento del jet salió disparado y se le incrustó en el estómago con la explosión, Bishop enojado trata de repelerlos pero los Centinelas le disparan rayos de fuego sobrecargándolo y hacen que explote, entonces Sunspot se suma a la pelea mientras Magneto usa unos escombros de metal para bloquear la entrada al templo y con la ayuda de Blink ingresa al templo mientras Coloso y los demás siguen luchando afuera.
En 1973, Wolverine y Hank (convertido en Bestia) tratan de detener a Magneto, pero este decide enviar a uno de los Centinelas para que los ataque, Bestia consigue distraer temporalmente al Centinela de Magneto, dándole tiempo suficiente a Wolverine para que este intente detener a Magneto, sin embargo Magneto lo golpea con un trozo de concreto, le clava unas vigas de metal para hacerlo levitar y lo arroja directo al Río Potomac. Dentro del cuarto de la Casa Blanca el dispositivo de Trask detecta a Mystique infiltrada entre los agentes presentes, pero en ese momento Magneto arranca el cuarto blindado de la Casa Blanca con la intención de matar al presidente Nixon y todo su gabinete. Mientras tanto en el futuro, Coloso, Warpath, Sunspot, Blink y Iceman son asesinados una vez más por los Centinelas que ingresan al templo donde se encuentran el Profesor X, Magneto con su herida en el estómago y Shadowcat quien mantiene la mente de Wolverine en su cuerpo del pasado el cual se está ahogando en el río.
En el pasado, Magneto despedaza la parte frontal del cuarto y toma todas las armas de fuego metálicas de los agentes de seguridad y las apunta en contra de ellos, donde también apunta las cámaras de televisión hacia él, para enviar un mensaje al mundo diciendo que el gobierno fabricó dichas armas para destruir a los mutantes porque les temen a sus poderes, advirtiendo que los humanos hacen bien en temer a los mutantes ya que van a dominar sobre la Tierra y cualquiera que interfiera sufrirá la misma suerte que el presidente Nixon y las personas que están con él, Magneto dice que en lugar de ver una demostración del poder de los Centinelas, verán una muestra de la destrucción que él puede causar contra los humanos a la vez que alienta a los mutantes a no ocultarse más. No obstante, Magneto no se percató de que Mystique estaba entre las personas del cuarto blindado, ella adopta el aspecto del presidente Nixon y sale a confrontar a Magneto quien está dispuesto a matarlo, entretanto el Centinela estaba atacando a Bestia, trata de sacarlo de un auto para eliminarlo, pero afortunadamente Bestia se inyecta un suero especial que lo convierte en humano haciendo que el Centinela pierda el interés por él y se dirige a atacar a Magneto, antes de que pudiera acercarse, Magneto lo destruye y Mystique (convertida en Nixon) aprovecha esa distracción y saca una pistola de goma para dispararle una bala hecha de plástico que roza el cuello de Magneto hiriéndolo, luego le propina dos golpes en la cabeza y lo deja inconsciente. Con el campo despejado, Mystique se prepara para asesinar a Trask, pero Charles, desde los escombros, usa su telepatía proyectando su imagen en la cabeza de Raven para convencerla de que no lo haga o los mutantes quedarían tachados como el enemigo ante el mundo, pero Raven le menciona que ya es demasiado tarde para eso, sin embargo Xavier le dice que aún están a tiempo de demostrar lo contrario porque las acciones de Raven hasta el momento han mantenido a salvo al presidente y a todo el gabinete pese a eso. Mientras tanto en el 2023, los Centinelas finalmente entran al templo y se preparan para matarlos a todos, pero justo cuando están por acabar con Magneto, el Profesor X, Shadowcat y Wolverine con sus rayos de calor, Mystique en el pasado finalmente recapacita y decide soltar el arma de goma, perdonándole la vida a Bolivar Trask. Con esta acción, el tiempo se altera y revierte la muerte de todos los X-Men en 2023 y borra a los Centinelas de la existencia para siempre. Luego de abstenerse de matar a Trask, Mystique le quita el casco a Magneto permitiendo que Xavier lo controle quien usa su poder para quitarse los escombros de encima y luego libera a Magneto del trance dejándolo ir consciente de que si hace que lo atrapen probablemente lo asesinarán. Magneto se retira como un terrorista y Mystique se marcha como una heroína.
En consecuencia, Wolverine despierta en un 2023 muy diferente sin Centinelas y se encuentra en una habitación de la Mansión X con todos los estudiantes caminando por los pasillos; asimismo Bobby está de novio con Rogue, Kitty y Coloso están en una clase, Bestia saluda tranquilamente a Wolverine, Storm está conversando con unos estudiantes, Jean Grey está apoyada en la puerta de la oficina del Profesor X y Cíclope también sale de la oficina. Wolverine le dice al Profesor X que necesita ayuda para recordar todo lo que sucedió desde 1973 y el profesor reconoce al Wolverine que fue enviado del futuro apocalíptico dándole la calorosa bienvenida. En 1973, el cuerpo del pasado de Wolverine es rescatado del Río Potomac por los policías guardacostas encabezados por Mystique bajo la apariencia de William Stryker, posteriormente la escena muestra un periódico local que anuncia como un mutante salva al presidente y al gabinete, el programa Centinela es cancelado, los líderes del mundo se unen para perseguir a Magneto y Bolivar Trask es arrestado por intentar vender secretos militares estadounidenses a funcionarios vietnamitas.
En una escena a mitad de créditos (versión extendida), Bolivar Trask aparece encerrado y recibiendo la comida en la misma celda subterránea del Pentágono donde previamente tenían a Magneto.
En una escena poscréditos, una multitud egipcia está clamando a En Sabah Nur, que telequineticamente eleva unos bloques de construcción para levantar unas pirámides mientras que cuatro jinetes lo miran.

## Promoción
La película comenzó su proceso de promoción el otoño de 2012 a través de la cuenta de Twitter de Bryan Singer, que utilizó para publicar fotos del rodaje e incorporaciones al equipo. Entre sus tuits sugirió una aparición en el Comic Con de San Diego. Aunque el panel no fue confirmado, finalmente tuvo lugar el 20 de julio donde hicieron acto de presencia Bryan Singer, Simon Kinberg, Lauren Shuler Donner, Omar Sy, Elliot Page, Shawn Ashmore, Anna Paquin, Halle Berry, Ian McKellen, Patrick Stewart, Hugh Jackman, James McAvoy, Michael Fassbender, Jennifer Lawrence, Nicholas Hoult, Peter Dinklage y Evan Peters. Junto a comparecencia de los actores se proyectó un teaser de la película en estado de preproducción.
El 22 de julio Entertainment Weekly publicó los primeros pósteres de la película, en los que figuraban las dos versiones de Magneto y Xavier.
The Wolverine contiene una escena después de los créditos que supone la introducción a X-Men: Days Of Future Past, en la que aparece el anuncio de Industrias Trask y también aparecen Magneto (Ian McKellen) y el Profesor Charles Xavier (Patrick Stewart).
El 29 de octubre de 2013 se estrenó el primer tráiler de la película, tan solo cuatro días después de que se publicaran las primeras stills en Empire Magazine y Entertainment Weekly. Durante el primer fin de semana el tráiler tuvo 18,9 millones de reproducciones en YouTube, convirtiéndose en el tráiler más visto y superando al de Captain America: The Winter Soldier, que durante su primer fin de semana la semana anterior había logrado 17,6 millones de visitas.
El 24 de marzo de 2014 se estrenó un nuevo tráiler y el 15 de abril de 2014 se estrenó el último; en cada uno se revelaron más detalles de la historia.
Al final de los créditos de la película The Amazing Spider-Man 2: Rise of Electro, aparece un clip de la película en el que se ve a Mystique (Jennifer Lawrence) ayudando a escapar un grupo de mutantes de las instalaciones militares de William Striker. Este clip es producto de un trato entre el director de la secuela arácnida Marc Webb y 20th Century Fox; ya que la Fox le permitió dirigir The Amazing Spider-Man 2: Rise of Electro a cambio de un favor; porque este iba a dirigir la secuela de (500) Days of Summer. Esta escena causó mucha confusión en los admiradores; debido a que los derechos cinematográficos de los X-Men se encontraban en Fox y los de Spider-Man pertenecen a Sony, generando las especulaciones de un universo compartido entre las dos empresas, cosa que se desmintió rápidamente.

## Errores de continuidad
Una constante en la franquicia de los X-Men han sido los errores de continuidad que comenzaron con X-Men: The Last Stand y se incrementaron considerablemente a partir de X-Men: primera generación. Siguiendo la tendencia de las anteriores películas, esta séptima entrega de la franquicia mutante producida por Fox superó a sus predecesoras en cantidad de errores.
Esta película inicia en el futuro atroz del año 2023 en donde Los Centinelas se han expandido por el mundo matando una gran cantidad de mutantes y dejando a todos los países en ruinas. En consecuencia, la Mansión X ya no existe y los miembros sobrevivientes del equipo de los X-Men se han dispersado para esconderse de los robots en otras partes del mundo. Un grupo de los X-Men conformados por Shadowcat, Bishop, Sunspot, Coloso, Iceman, Blink y Warpath se encontraban ocultos en Rusia, todo este tiempo han conseguido escapar de los Centinelas tras una lucha a muerte contra ellos porque Shadowcat enviaba la mente de su compañero Bishop por el tiempo hasta su cuerpo de hace 4 días en el pasado, usando sus nuevos poderes telepáticos para que le advierta al grupo sobre la llegada del enemigo y alteraba el futuro a corto plazo en donde los robots matan a sus amigos, permitiéndoles revivir y escapar de la muerte. Esto contradice a las 3 primeras películas de la franquicia (2000-2006) ya que en las películas clásicas, el poder de Shadowcat siempre ha sido el de hacerse intangible para atravesar los elementos sólidos, nunca explicaron cómo es que obtuvo poderes telepáticos en el futuro. En un podcast, el escritor Simon Kinberg solo dijo que usó a Kitty como la clave para viajar en el tiempo en lugar de introducir a otro personaje como Rachel Summers (la futura hija de Cíclope y Jean en los cómics) porque tendría que alargar la trama explicando quienes son Cíclope y Jean (quienes murieron en X-Men: The Last Stand) y creando una relación dramática entre ella y Tormenta por ser esta, una amiga de sus padres.
Más tarde, el grupo de Shadowcat se reúne en China con el grupo del Profesor X, conformado por Tormenta, Wolverine y Magneto. Luego de que Shadowcat les explica cómo ha estado usando sus poderes para escapar de los Centinelas, Magneto sugiere alterar todo el futuro, entonces Xavier les explica que tienen que cambiar el pasado cuando Bolivar Trask muere a manos de Mystique porque eso generó pánico que causó la fabricación de los robots. Mientras el Profesor X les habla sobre Trask, se pueden ver unas escenas retrospectivas de 1973 donde aparece Bolivar Trask como un sujeto de baja estatura, piel blanca y bigote, un aspecto completamente diferente al que tenía en X-Men: The Last Stand, película ambientada poco más de 30 años después de la década del 73, en donde aparece Bolivar Trask, más conocido como el “secretario Trask” como un hombre afroamericano y de estatura promedio.
Finalmente deciden llevar a cabo el plan para evitar los eventos del pasado que provocaron la creación de los Centinelas y cambiar el futuro, es así como Shadowcat transporta el cerebro de Wolverine hasta su cuerpo de 1973. En este punto se muestra a Wolverine en 2 épocas diferentes, creando 2 errores de continuidad importantes; mientras Shadowcat usaba sus poderes en la cabeza de Wolverine, este saca sus garras de Adamantium momentos antes de viajar mentalmente al pasado, pero en la segunda película individual de Wolverine que se estrenó 1 año antes titulada The Wolverine, el protagonista había perdido el metal que cubría sus garras durante la pelea final con el Samurái de Plata y nunca explican cómo lo recuperó en el futuro. El segundo error tiene que ver con su pasado, cuando el cerebro de Wolverine es transportado hasta su cuerpo de 1973, despierta acostado en un hotel de Nueva York, sin embargo en X-Men Origins: Wolverine él luchó durante esa época en la Guerra de Vietnam donde terminó preso y luego se unió al Equipo X de William Stryker.
A todo esto, en Vietnam aparece William Stryker el soldado de la milicia privada de Industrias Trask para llevarse a un grupo de soldados mutantes hasta los laboratorios de Bolivar Trask y experimentar con ellos. Aquí, Stryker se ve como un joven de 28 años en 1973, lo cual se contradice con la edad que tiene en X-Men origins: Wolverine donde Stryker es un hombre de 47 años en 1974 (posterior a la guerra de Vietnam).
También hay una contradicción en la edad del Profesor Xavier del pasado ya que aparece en 1973 viéndose igual de joven que en X-Men: primera generación (película ambientada en 1962), aunque el error apenas es perceptible debido a que la historia de X-Men: días del futuro pasado no solo está ambientada 11 años después de la película de 2011, sino que también transcurre unos 7 años antes de los eventos que se ven al final de X-Men origins: Wolverine donde el personaje hace un cameo interpretado por Patrick Stewart y solo se asume que en 7 años más, Xavier envejecerá hasta tener el aspecto de un anciano, pero en las siguientes películas de la franquicia el error se hace visiblemente evidente.
Otro error se da cuando Wolverine, Xavier y Hank se dirigen a la casa de Quicksilver para pedirle que los ayude a rescatar a Magneto del Pentágono ya que nunca explicaron por qué Wolverine sabía de Quicksilver o en donde lo conoció.
Una vez que ayudan a Magneto a salir de prisión, él se va con Wolverine, Xavier, Hank y toman un vuelo a París. Dentro del avión Magneto le pregunta a Xavier cómo perdió sus poderes y él le responde que el suero para su columna reprime su telepatía, entonces Magneto le cuestiona que sacrificara sus poderes para volver a caminar y Xavier le dice que en realidad lo hizo porque no quería escuchar los pensamientos de la gente en su cabeza, luego los dos discuten y Erik le recriminó a Xavier haber abandonado a los mutantes y le dijo que Emma Frost (entre otros) murió en los experimentos de Trask por su culpa. Esto contradice a X-Men origins: Wolverine ya que Emma Frost sigue viva y fue secuestrada por William Stryker.
En esa misma discusión Magneto también le recriminó a Xavier que dejó morir a Banshee. Esto contradice a X-Men 2 donde se puede ver a su hija Syrin. Una posible explicación sería que Banshee tuvo relaciones con una amante cuando era joven y de esa manera nació su hija luego de que él muriera, pero la edad de la niña en X-Men 2 no coincide con la época en la que está ambientada la historia de esta película.

## Reparto
| Personaje                          | Actor/Actriz       | Actor/Actriz                             | Actor/Actriz                             |
| Personaje                          | Pasado de 1973     | Futuro de 2023                           | Futuro alterado de 2023                  |
| ---------------------------------- | ------------------ | ---------------------------------------- | ---------------------------------------- |
| James "Logan" Howlett / Wolverine  | Hugh Jackman       | Hugh Jackman                             | Hugh Jackman                             |
| Charles Xavier / Profesor X        | James McAvoy       | Patrick Stewart                          | Patrick Stewart                          |
| Erik Lehnsherr / Magneto           | Michael Fassbender | Ian McKellen                             |                                          |
| Hank McCoy / Bestia                | Nicholas Hoult     |                                          | Kelsey Grammer (cameo)                   |
| Raven Darkhölme / Mystique         | Jennifer Lawrence  |                                          |                                          |
| Peter Maximoff / Quicksilver       | Evan Peters        |                                          |                                          |
| Bolivar Trask                      | Peter Dinklage     |                                          |                                          |
| Alex Summers / Havok               | Lucas Till         |                                          |                                          |
| William Stryker                    | Josh Helman        |                                          |                                          |
| Mortimer Toynbee / Sapo            | Evan Jonigkeit     |                                          |                                          |
| Eric Gitter / Ink                  | Gregg Lowe         |                                          |                                          |
| Richard Nixon                      | Mark Camacho       |                                          |                                          |
| Ororo Munroe / Tormenta            |                    | Halle Berry                              | Halle Berry                              |
| Marie D'Ancanto / Rogue            |                    | Anna Paquin                              | Anna Paquin                              |
| Bobby Drake / Iceman               |                    | Shawn Ashmore                            | Shawn Ashmore                            |
| Peter Rasputin / Coloso            |                    | Daniel Cudmore                           | Daniel Cudmore                           |
| Kitty Pryde / Shadowcat            |                    | Elliot Page (acreditado como Ellen Page) | Elliot Page (acreditado como Ellen Page) |
| Clarice Ferguson / Blink           |                    | Fan Bingbing                             |                                          |
| James Proudstar / Warpath          |                    | Booboo Stewart                           |                                          |
| Lucas Bishop / Bishop              |                    | Omar Sy                                  |                                          |
| Roberto "Bobby" da Costa / Sunspot |                    | Adan Canto                               |                                          |
| Jean Grey                          |                    |                                          | Famke Janssen (cameo)                    |
| Scott Summers / Cíclope            |                    |                                          | James Marsden (cameo)                    |
| En Sabah Nur                       |                    |                                          | Brendan Pedder (cameo)                   |

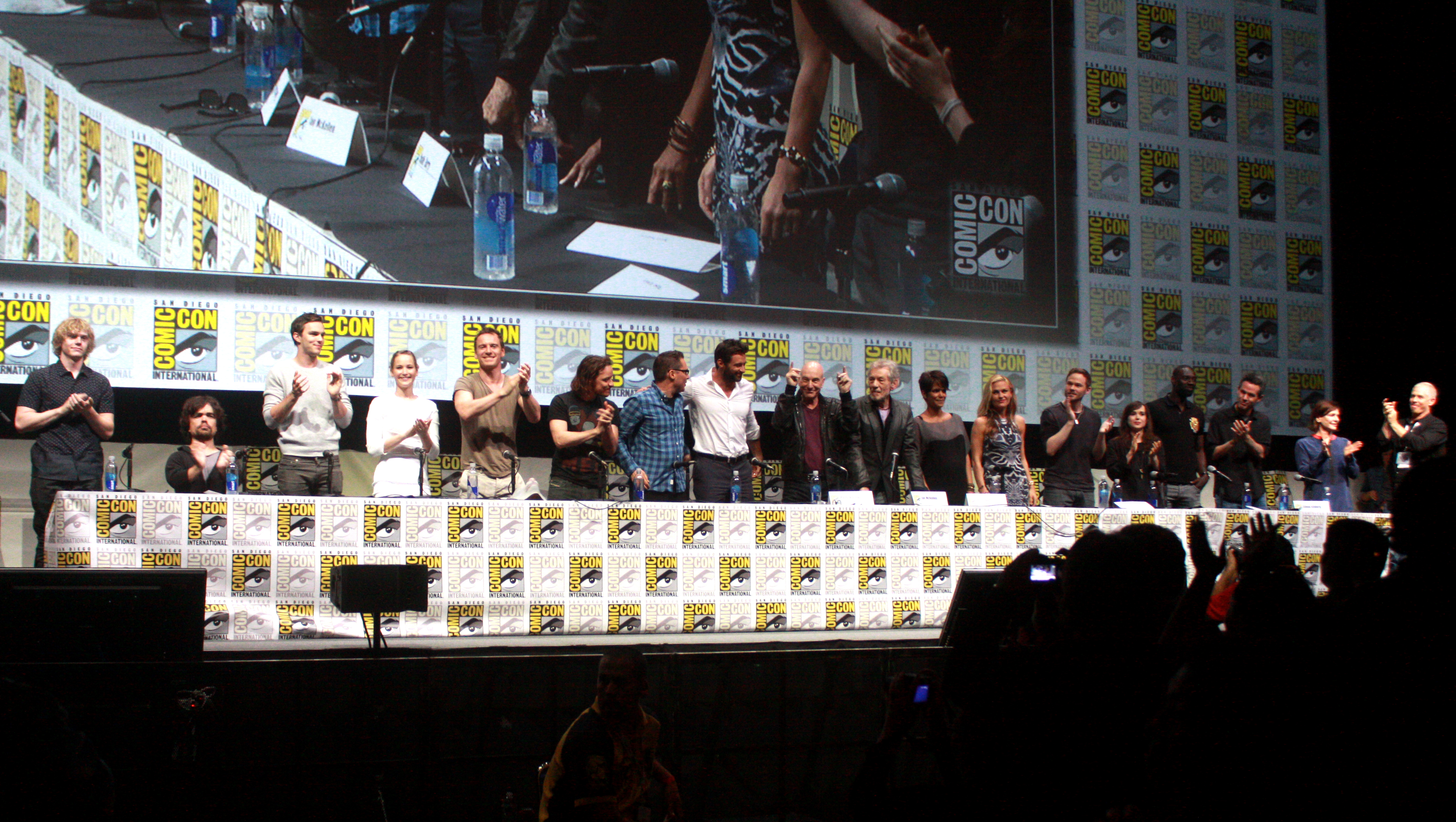
El reparto de X-Men: días del futuro pasado en la Convención Internacional de Cómics de San Diego en 2013.

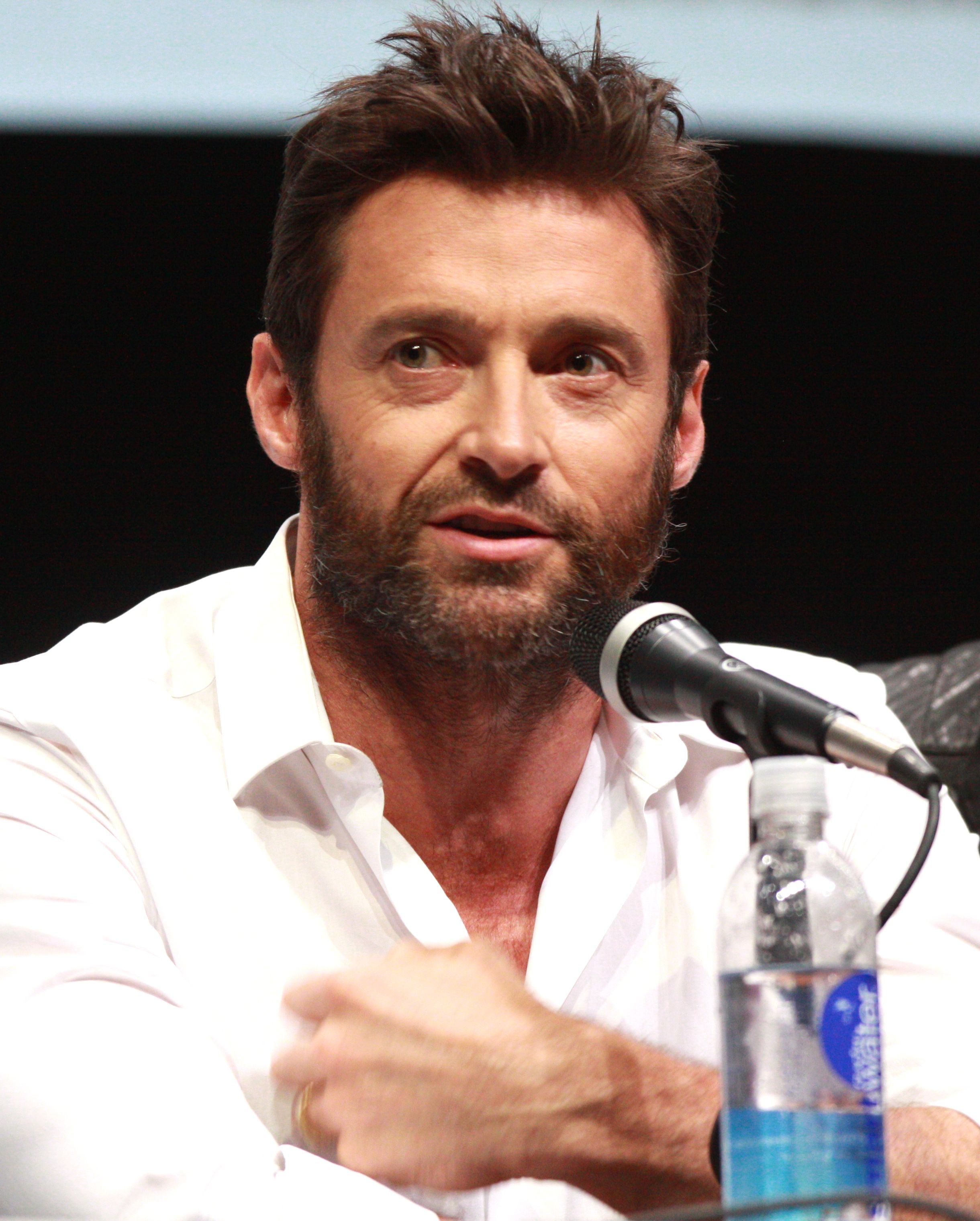
Hugh Jackman quien le da vida a Wolverine, durante la Convención Internacional de Cómics de San Diego en 2013.

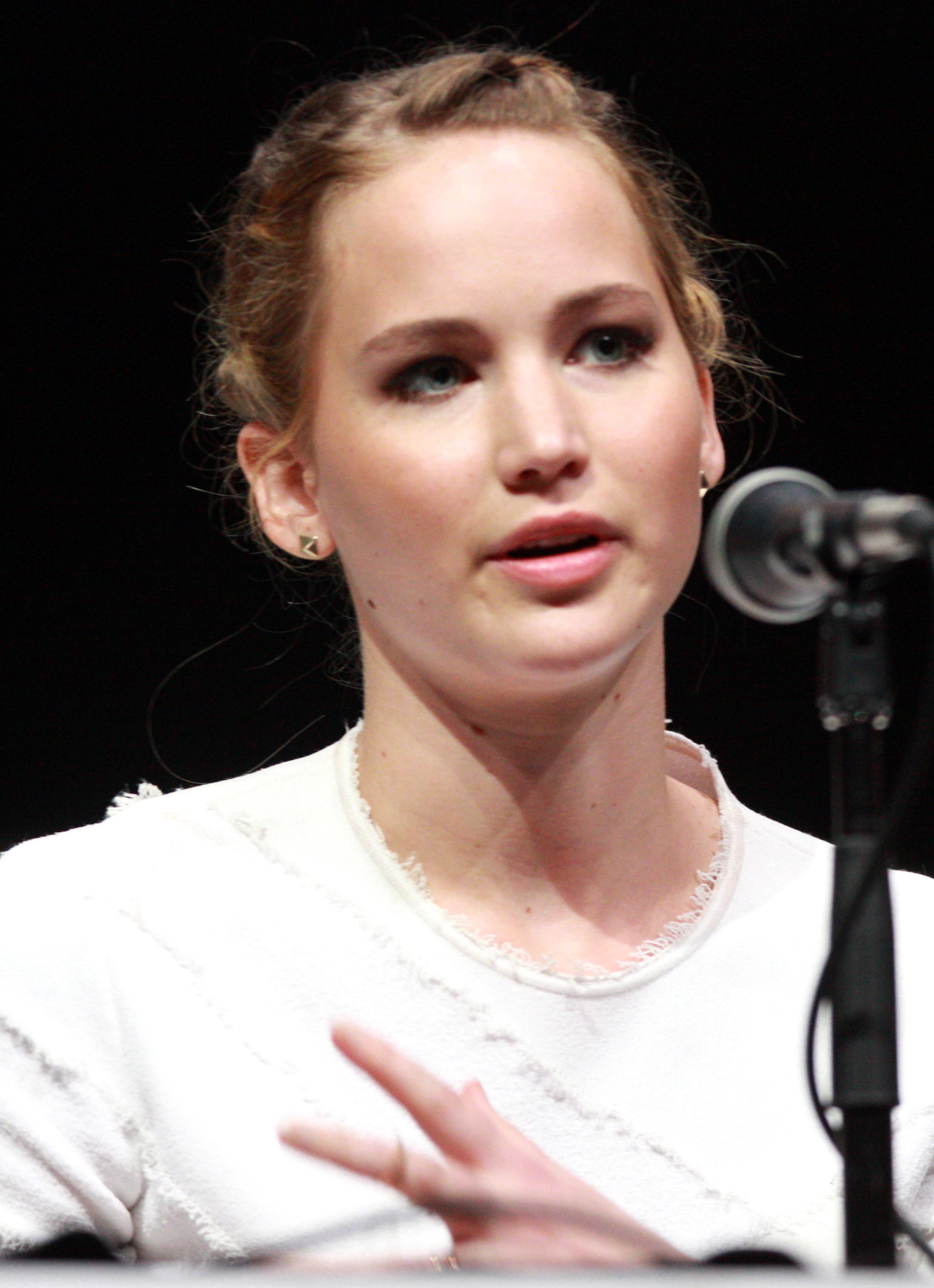
Jennifer Lawrence quien interpreta a Mystique, durante la Convención Internacional de Cómics de San Diego en 2013.

- Hugh Jackman como Logan / Wolverine: Un mutante con un factor de curación acelerado (lo que le permite envejecer de manera retardada, teniendo cerca de 200 años pero visualmente no superando los 40), sentidos mejorados, un esqueleto recubierto de adamantium (el tercer metal más poderoso del Universo Marvel) y garras de hueso retráctiles (recubiertas por adamantium). Con la raza mutante al borde de la extinción, su factor de curación lo hace el único X-Men capaz de soportar el viaje en el tiempo. Dado que el viajar tanto tiempo al pasado genera daño cerebral, la mutación de Logan hace que se cure a la misma velocidad del daño generado, teniendo que sobrevivir lo suficiente para completar la misión más importante de su vida: viajar al pasado para evitar una cadena de eventos futuros que traerá el final de la raza mutante.

- James McAvoy y Patrick Stewart como Charles Xavier / Profesor X: El telépata más poderoso del mundo. Xavier ha visto caer lentamente a la raza mutante. Pero ahora ha llegado el momento de guiar a sus X-Men en su mayor batalla; tanto en el presente como en el pasado.

- Michael Fassbender e Ian McKellen como Erik Lehnsherr / Magneto: Un mutante con la capacidad de Control Magnético y de energía electromagnética, descrito como "uno de los mutantes más poderosos sobre la Tierra" siendo de Clase Omega, (Para cuadrar con el guion, sus poderes fueron limitados solo a elementos metálicos). Magneto estaba en desacuerdo con Xavier y los X-Men desde hace décadas, pero con la aniquilación mutante en el horizonte, su vieja enemistad tiene que dar paso a una alianza.

- Jennifer Lawrence como Raven Darkholme / Mystique: Una mutante con la habilidad metamorfa, es decir, posee la capacidad de cambiar de forma.

- Halle Berry como Ororo Munroe / Tormenta: Una mutante con la capacidad absoluta de la manipulación de todos los elementos Climáticos (Para cuadrar con el guion sus poderes fueron limitados a control de relámpagos y generación de tornados). Una de los X-Men más poderosos (Nivel Omega), liderará a los X-Men en la batalla más difícil a la que se han enfrentado.

- Nicholas Hoult y Kelsey Grammer como Hank McCoy / Bestia: Un mutante con la apariencia de un ser homínido azul que tiene súper fuerza, agilidad y velocidad, pero con un intelecto nivel Genio. Hoult interpreta al personaje en 1973 y Grammer hace un cameo al final de la cinta como el futuro Beast.

- Anna Paquin como Marie D'Ancanto / Rogue: Una mutante con la capacidad de absorber la fuerza vital y las habilidades de cualquier persona o mutante que toque. Cuando Kitty Pryde es gravemente herida por Wolverine, los X-Men deben rescatarla para que sustituya a Kitty mientras esta es curada. Esto sólo ocurre en las escenas de la versión extendida de la película titulada X-Men: Days of Future Past. The Rogue Cut la cual muestra una historia alternativa donde algunos sucesos ocurridos son diferentes de la versión original.

- Evan Peters como Peter Maximoff / Quicksilver: Un mutante con la capacidad de moverse y pensar a velocidades supersónicas.

- Peter Dinklage como Bolivar Trask: Un científico militar y líder de las Industrias Trask que creó una serie de robots llamados Centinelas, cuyo propósito es cazar y destruir mutantes.

- Shawn Ashmore como Bobby Drake / Iceman: Un mutante de clase Omega con la capacidad de crear y manipular hielo enfriando el aire, puede transformar su cuerpo en hielo orgánico. Sus poderes solo están limitados por su imaginación (Poderes límitados para cuadrar con el guion).

- Daniel Cudmore como Peter Rasputin / Coloso: Un mutante con la capacidad de transformar su cuerpo en metal orgánico, lo que le otorga fuerza sobrehumana, resistencia y durabilidad.

- Ellen Page como Kitty Pryde / Shadowcat: Una mutante con la capacidad de atravesar objetos sólidos y de proyectar la conciencia de las personas en el tiempo. Este último poder se le dio en honor al cómic, en donde ella es quien regresa en el tiempo mediante la hija de Scott Summers-quien no ha hecho aparición en las películas-. Al inicio de la película se remarca su importancia, tratando de mantener a salvo a Bishop para poder enviarlo al pasado. Ella recuerda el pasado cada vez que cambia el presente, pero la razón por la que se dice que no recordará el genocidio mutante es porque ella ni siquiera estaría viva en la nueva línea temporal sino hasta dentro de, entonces, unos cuantos años. Pero al final de la película se le ve seria y usando ropa similar a la del resto de la película, lo que puede significar que ella sí recuerda el genocidio.

- Fan Bingbing como Clarice Ferguson / Blink: Una mutante con la habilidad de crear portales para teletransportarse.

- Booboo Stewart como James Proudstar / Warpath: Un mutante con súper fuerza, súper agilidad, invulnerabilidad y sentidos sobrehumanos.

- Omar Sy como Lucas Bishop / Bishop: Un mutante con la habilidad de absorber energía y redirigirla en explosiones biocinéticas.

- Adan Canto como Roberto "Bobby" da Costa / Sunspot: Un mutante con súper fuerza con energía solar, cierta invulnerabilidad y la habilidad de crear llamas.

- Lucas Till como Alex Summers / Havok: Un mutante con la capacidad de absorber la energía cósmica y liberarla en explosiones de plasma. Havok ahora puede controlar sus poderes y deja a los X-Men para alistarse en el ejército durante la Guerra de Vietnam.

- Josh Helman como William Stryker: Un militar que odia a los mutantes. En el futuro, los usará como soldados de armas para la guerra y haciendo experimentos con ellos luego de capturarlos.

- Evan Jonigkeit como Mortimer Toynbee / Sapo: Un mutante con piernas súper fuertes para saltar, lengua prensil y moco paralizante.

- Gregg Lowe como Eric Gitter / Ink: Un mutante que utiliza su tatuaje de biohazard para enfermar violentamente a sus enemigos.

- Mark Camacho como Richard Nixon: El presidente de los Estados Unidos de 1973.

- Famke Janssen como Jean Grey: Una mutante de Clase Omega con poderes telépatas y telequineticos. También hace un cameo al final de la película.

- James Marsden como Scott Summers / Cíclope: Un mutante con la capacidad de disparar rayos de energía cinética o de impacto por sus ojos. Estratéga y líder nato, segundo en el mando después de Xavier. Pareja de Jean Grey. Hace un cameo al final de la película.

- Brendan Pedder como En Sabah Nur: Aparece al final de los créditos. El mutante más antiguo y según el, el más poderoso de todos, posee muchas habilidades y poderes. Uno de los archienemigos de los X-Men y de Magneto.

- Zoë Kravitz como Angel Salvadore: Una mutante con alas de libélula, que escupe ácido. Hace un cameo al principio de la película, cuando Mystique descubrió que Angel había sido asesinada en los experimentos de Trask y fue identificada que murió el 11-05-62, apenas una semana después de la Crisis de Misiles en Cuba. Una de sus alas estaba en una bóveda de seguridad en el Pentágono.

- Jason Flemyng como Azazel: Un mutante del Club Fuego Infernal, que tiene la habilidad de teletransportarse. Hace un cameo en una fotografía cuando Mystique descubrió que había sido asesinado en los experimentos de Trask.

La actriz Anna Paquin apareció en el primer avance de la cinta como Rogue, pero la única escena en la que participaba fue eliminada de la producción final, a lo que Singer explicó: "Durante el proceso de edición, la secuencia se hizo extraña. Es una escena muy buena y probablemente estará en la versión en DVD para que la gente pueda verla, pero como muchas cosas en el proceso de edición, era algo excesivo y una de las cosas que se tenían que ir. Desafortunadamente, era la única escena en la que Anna Paquin aparecía". Sin embargo, Simón Kingberg confirmó que los efectos para las escenas de Paquin han sido terminados para su lanzamiento en DVD. El 5 de mayo de 2015, sin embargo, se dio a conocer que una versión extendida titulada "The Rogue Cut" estaba disponible para pre-ordenar y se espera su lanzamiento para el 4 de julio de dicho año 2015.
El 13 de mayo Bryan Singer publicó una fotografía del set de rodaje ambientada en los 70 en la que se podía ver a Hugh Jackman (Wolverine) junto a Nicholas Hoult (Beast), lo cual, unido al hecho de que fue visto en Montreal mientras los actores de la saga original grababan, confirma que aparecerán en al menos dos líneas temporales. Aún queda por anunciar si otros personajes aparecerán en ambas líneas temporales. Además Mark Millar aseguró a la revista SFX que todos los personajes tendrán su momento para destacar, ya que se trata de un reparto integrado de forma estructurada en la narración y que los Centinelas van a ser una parte importante.
Como dato curioso cabe destacar que el 1 de abril, es decir April Fools' Day, Bryan anunció que Lady Gaga interpretaría a Dazzler. Aunque no llegó a indicar si se trata de una broma o no, la fecha del anuncio hace creer que lo sea.
El compositor John Ottman, que ha colaborado con Bryan Singer en todas sus películas desde X-Men 2, ha confirmado su participación en esta nueva entrega.
Jamie Chung estuvo a punto de interpretar a Jubilee en la película, pero al final sus escenas fueron eliminadas del guion. Lo único que se rescata de este personaje fueron los artes conceptuales de la película. En el guion, sus escenas eran similares a las de Sunspot aunque al final, un Centinela la atacaba y esta moría siendo aplastada por una pared masiva. También aparecería un joven Juggernaut en la película, tomando el lugar de Quicksilver. De este personaje sólo se recuperó el arte conceptual que mostraba como se vería en sus escenas de la película.

## Doblaje
| Intérpretes        | Personaje                          | Doblaje español     | Doblaje latinoamericano |
| ------------------ | ---------------------------------- | ------------------- | ----------------------- |
| Hugh Jackman       | Logan / Wolverine                  | Gabriel Jiménez     | Humberto Solórzano      |
| James McAvoy       | Charles Xavier / Profesor X        | Juan Logar Jr.      | Irwin Daayán            |
| Michael Fassbender | Erik Lehnsherr / Magneto           | Iñaki Crespo        | Ricardo Tejedo          |
| Jennifer Lawrence  | Raven Darkholme / Mystique         | Adelaida López      | Carla Castañeda         |
| Halle Berry        | Ororo Munroe / Storm               | Victoria Angulo     | Dulce Guerrero          |
| Nicholas Hoult     | Hank McCoy / Beast                 | Jesús Pinillos      | Víctor Ugarte           |
| Kelsey Grammer     | Hank McCoy viejo                   | Pedro Tena          | Gabriel Pingarrón       |
| Anna Paquin        | Marie D'Ancanto / Rogue            | Mar Bordallo        | Jessica Ortiz           |
| Evan Peters        | Peter Maximoff / Quicksilver       | Rodri Martín        | Luis Leonardo Suárez    |
| Peter Dinklage     | Bolivar Trask                      | Carlos del Pino     | Mario Arvizu            |
| Patrick Stewart    | Charles Xavier viejo               | Paco Hernández      | Guillermo Coria         |
| Ian McKellen       | Erik Lehnsherr viejo               | Juan Miguel Cuesta  | José Lavat              |
| Shawn Ashmore      | Bobby Drake / Iceman               | Jorge Saudinós      | Enzo Fortuny            |
| Daniel Cudmore     | Peter Rasputin / Colossus          | Héctor Garay        | Manuel Pérez            |
| Elliot Page        | Kitty Pryde / Shadowcat            | Ana Esther Alborg   | Karla Falcón            |
| Fan Bingbing       | Clarice Ferguson / Blink           | María Blanco        | Betzabe Jara            |
| Booboo Stewart     | James Proudstar / Warpath          | Álvaro Ramos Toajas | Arturo Cataño           |
| Omar Sy            | Lucas Bishop / Bishop              | Iván Muelas         | Salvador Reyes          |
| Adan Canto         | Roberto "Bobby" da Costa / Sunspot | Jos Gómez           | Pablo Sosa              |
| Lucas Till         | Alex Summers / Havok               | Adrián Viador       | Claudio Velázquez       |
| Josh Helman        | William Stryker                    | Pablo Sevilla       | Alan Bravo              |
| Evan Jonigkeit     | Mortimer Toynbee / Toad            | Eduardo Gutiérrez   | Esteban Desco           |
| Mark Camacho       | Richard Nixon                      | Pablo Adán          | Carlos Segundo          |
| Famke Janssen      | Jean Grey                          | Pepa Castro         | Verónica López Treviño  |
| James Marsden      | Scott Summers / Cyclops            | Daniel García       | Óscar Flores            |

## Producción

### Preproducción
Desde el mes de junio de 2012 ya se sabía que 20th Century Fox había registrado el título X-Men: Days of Future Past (Días del futuro pasado) en la MPAA (Motion Picture Association of America) Title Registration Bureau para la película, lo cual fue confirmado por el productor de la película Bryan Singer a IGN Movies en una entrevista.
Originalmente la película iba a ser dirigida por Matthew Vaughn, el responsable de X-Men: primera generación, pero el 25 de octubre de 2012 se anunció que abandonaba el proyecto como director y el trabajo llegó a manos de Bryan Singer, director de X-Men (2000) y X-Men 2 (2003) quien después de más de 10 años vuelve a dirigir una película de este grupo de superhéroes luego de haber declinado a dirigir X-Men: The Last Stand (2006) para trabajar en Superman Returns aunque posteriormente sí participó en X-Men: primera generación como guionista. No obstante, Matthew no abandonó el proyecto del todo ya que se mantuvo como productor. Curiosamente en 2004, cuando Bryan Singer abandonó el puesto de director de X-Men: The Last Stand, Matthew fue el primer reemplazo escogido pero también tuvo que abandonar y fue sustituido por Brett Ratner.
En una entrevista concedida a Empire publicada el 28 de enero de 2013, Bryan Singer mencionó como una conversación de 2 horas con James Cameron le ayudó en el difícil trabajo de unir todas las tramas creadas por el viaje en el tiempo y los multiversos para derivar en una película de la que el mismo dijo:

It's epic. I don't think people realise how big this movie's going to be.
Es épica. No creo que la gente se dé cuenta de lo grande que va a ser esta película.
Bryan Singer

Es importante matizar que a principios de los años 90 James Cameron estuvo a punto de producir la primera película sobre los X-Men con su entonces esposa Kathryn Bigelow como guionista y directora. En la entrevista Bryan también confirmó que aunque es imposible adaptar todos los detalles e historias del cómic homónimo sí que van a incluir algunas de las partes más excitantes, sin matizar cuáles serán, y aseguró que seguirá usando su cuenta de Twitter para publicar anuncios oficiales, mitigando así falsos rumores.
Richard Stammers, supervisor de efectos especiales de Prometheus, anunció que estaba trabajando en la película y Bryan Singer comentó en una entrevista a la MTV que después de haber experimentado con la tecnología de captura de movimiento en Jack the Giant Slayer estaba planeando introducirla en X-Men: Days of Future Past de una forma diferente. Bryan también confirmó que la película sería rodada en 3D, pero que no utilizaría el formato 3D HFR, y con multicámara.

### Rodaje
Frente a un intento inicial de comenzar a grabar en enero de 2013, en agosto de 2012 se anunció que el rodaje comenzaría en abril de 2013, sabiéndose más tarde que empezaría el 15 y que tendría lugar en Montreal.
Aunque el rodaje se realizó en Canadá, Bryan Singer mencionó en CineEurope que esta película tendría un estilo más internacional al ambientarse también en países como Rusia, China y Japón.
Pese a que se informó que el rodaje duraría aproximadamente hasta octubre, finalmente el rodaje terminó en 18 de agosto, para volver a hacer algunos reshoots en Montreal en noviembre.

## El Montaje de Rogue («The Rogue Cut», la edición extendida)
El 5 de mayo de 2015, el director Bryan Singer dio a conocer que ya se había realizado una versión extendida protagonizado por Rogue y dio a conocer que el DVD, Blu-Ray y Digital HD saldría a la venta el 4 de julio de dicho año. Esta versión contaría con diecisiete minutos extras de la película en la cual se contaría la historia completa tal cual se había planeado. En ella veríamos muchas más escenas entre ellas una en la que Magneto (Ian McKellen) y Iceman (Shawn Ashmore) rescatan a Rogue (Anna Paquin) de los centinelas quienes la mantienen cautiva en la destruida Mansión X, esto se presta ya que Kitty Pryde perdió mucha sangre después de que Wolverine la hiriera accidentalmente con sus garras por lo que los X-Men necesitarían de los poderes de Rogue para sustituir a Kitty mientras curan sus heridas. En esta escenas, Iceman se sacrifica para que Rogue y Magneto escapen y regresen con Xavier a su escondite, donde Rogue toma los poderes de Kitty y la suplanta para seguir enviando la consciencia de Logan.
Por motivos desconocidos y pese a las peticiones de los fanáticos este montaje jamás ha sido publicado en formato físico (Blu-ray o DVD) por Fox en España.

## Fechas de estreno en países de habla hispana
Argentina, Bolivia, Chile, Perú, Puerto Rico, República Dominicana, Uruguay y Guatemala estrenaron la película el 22 de mayo de 2014, mientras que Panamá, Colombia, Ecuador, México lo hicieron un día después. En España se estrenó el día 6 de junio de 2014 y en Venezuela fue estrenada el 20 de junio de 2014.[cita requerida]

## Recepción
En todo el mundo, X-Men: Days of Future Past obtuvo 262,8 millones USD durante su fin de semana inaugural, el fin de semana de apertura más grande a nivel mundial para una película de X-Men. La película recaudó 233,9 millones USD en los Estados Unidos y Canadá y 513,9 millones USD en otros mercados por un total mundial de 747,9 millones USD, convirtiéndose en la entrada más taquillera de la serie de películas X-Men, antes de ser superada por Deadpool dos años después.
El sitio Web Rotten Tomatoes le da un 90% de aprobación; con una calificación de 7,6/10, sobre la base de una suma de 284 reseñas. Concluyendo que «X-Men: Days of Future Past combina los mejores elementos de la serie para producir una salida satisfactoriamente de ritmo rápido que se encuentra entre las mejores producciones de la franquicia». La película ha recibido distintos halagos de crítica diciendo que tiene un guion inteligente y bien estructurado. El sitio web IMDb le coloca una puntuación de 8,0/10 con críticas realmente favorables. A la vez el sitio web Metacritic le da un 74% de aprobación en suma a 43 reseñas.
Sean O'Connell de Cinema Blend le dio a la película cuatro estrellas y media de cinco, y dijo que era «la mejor, más completa y asombrosamente entretenida película de X-Men hasta la fecha». Empire le dio cuatro de cinco estrellas y la llamó, «la mejor película de X-Men desde la segunda».
Por el contrario, Robbie Collin de The Daily Telegraph calificó la película con dos estrellas de cinco y llamó a la trama «un huevo de cura, completamente revuelto». Él concluyó, «la película desperdicia sus dos elencos, tambaleándose de un juego perdido a otro. Parece haber sido construida en un estupor, y miras a un atisbo de futuro pasado». Simon Abrams, escribiendo para RogerEbert.com, dio a la película dos estrellas y media de cuatro, llamándola un «diagrama visual y pintura por números trama». Abrams criticó las subtramas no desarrolladas que se formaron debido a que el ritmo de la película dejó poco tiempo para desarrollar cada elemento de la historia ambientada en la década de 1970.

## Premios y nominaciones
| Año  | Premio                     | Categorías                     | Receptor                   | Resultado |
| ---- | -------------------------- | ------------------------------ | -------------------------- | --------- |
| 2014 | 15th Golden Trailer Awards | Trailer Más Visto en el Verano | X-Men: Days of Future Past | Nominado  |
| 2014 | Teen Choice Awards         | Mejor Película                 | X-Men: Days of Future Past | Nominado  |
| 2014 | Teen Choice Awards         | Mejor Actriz                   | Halle Berry                | Nominado  |
| 2014 | Teen Choice Awards         | Mejor Actriz                   | Jennifer Lawrence          | Ganadora  |
| 2014 | Teen Choice Awards         | Mejor Villano                  | Michael Fassbender         | Nominado  |
| 2014 | Teen Choice Awards         | Mejor Actor de Reparto         | Nicholas Hoult             | Nominado  |
| 2014 | Teen Choice Awards         | Mejor Actriz del Reparto       | Elliot Page                | Nominado  |
| 2014 | Young Hollywood Awards     | Mejor Química en el Reparto    | X-Men: Days of Future Past | Nominado  |
| 2014 | Young Hollywood Awards     | Película Favorita              | X-Men: Days of Future Past | Nominado  |
| 2014 | Young Hollywood Awards     | Actriz Favorita                | Jennifer Lawrence          | Nominado  |
| 2014 | Young Hollywood Awards     | Superhéroe del Año             | Nicholas Hoult             | Nominado  |
| 2015 | People's Choice Awards     | Mejor Película                 | X-Men: Days of Future Past | Nominado  |
| 2015 | People's Choice Awards     | Mejor Película de Acción       | X-Men: Days of Future Past | Nominado  |

### Premios Óscar
| Año  | Premio                   | Receptor                                                     | Resultado |
| ---- | ------------------------ | ------------------------------------------------------------ | --------- |
| 2015 | Mejores Efectos Visuales | Richard Stammers, Lou Pecora, Tim Crosbie, Cameron Waldbauer | Nominado  |

### Premios Saturn
| Año  | Premio                      | Receptor                         | Resultado |
| ---- | --------------------------- | -------------------------------- | --------- |
| 2015 | Mejor Adaptación a un Cómic | X-Men: Days of Future Past       | Nominado  |
| 2015 | Mejor Director              | Bryan Singer                     | Nominado  |
| 2015 | Mejor Editor                | John Ottman                      | Nominado  |
| 2015 | Mejor Diseño de Vestuario   | Louis Mingenbach                 | Nominado  |
| 2015 | Mejor Maquillaje            | Adrien Morot y Norma Hill-Patton | Nominado  |

### Kid's Choice Awards
| Año  | Premio                   | Receptor          | Resultado |
| ---- | ------------------------ | ----------------- | --------- |
| 2015 | Mejor Actriz Femenina    | Halle Berry       | Nominado  |
| 2015 | Mejor Actriz Femenina    | Ellen Page        | Nominado  |
| 2015 | Mejor Actriz Femenina    | Jennifer Lawrence | Nominado  |
| 2015 | Actor de Acción Favorito | Hugh Jackman      | Nominado  |
| 2015 | Mejor Actor              | Hugh Jackman      | Nominado  |

### MTV Movie Awards
| Año  | Premio        | Receptor       | Resultado |
| ---- | ------------- | -------------- | --------- |
| 2015 | Mejor Villano | Peter Dinklage | Nominado  |

### Premios Empire
| Año  | Premio                            | Receptor                   | Resultado |
| ---- | --------------------------------- | -------------------------- | --------- |
| 2015 | Mejor Película de ciencia ficción | X-Men: Days of Future Past | Ganadora  |

## Música
X-Men: Days of Future Past - Original Motion Picture Soundtrack se estrenó el 3 de junio de 2014 por Sony Classical. El álbum contiene 22 canciones compuestas por John Ottman.

### 2014 Track Listening
| N.º | Título                                                | Duración |  |
| 1.  | «The Future/Main Titles»                              | 2:44     |  |
| 2.  | «Time’s Up (Versión Original)»                        | 4:18     |  |
| 3.  | «Hope (Xavier’s Theme)»                               | 4:48     |  |
| 4.  | «I Found Them»                                        | 2:51     |  |
| 5.  | «Saigon/Logan Arrives»                                | 4:36     |  |
| 6.  | «Pentagon Plan/Sneaky Mystique»                       | 3:24     |  |
| 7.  | «He Lost Everything»                                  | 1:51     |  |
| 8.  | «Springing Erik»                                      | 3:33     |  |
| 9.  | «How Was She?»                                        | 1:46     |  |
| 10. | «All Those Voices»                                    | 3:18     |  |
| 11. | «Paris Pandemonium»                                   | 7:44     |  |
| 12. | «Contacting Raven»                                    | 1:48     |  |
| 13. | «Rules of Time»                                       | 3:18     |  |
| 14. | «Hat Rescue»                                          | 1:30     |  |
| 15. | «Time’s Up (Film Version)»                            | 3:33     |  |
| 16. | «The Attack Begins»                                   | 5:13     |  |
| 17. | «Join Me»                                             | 3:20     |  |
| 18. | «Do What You Were Made For?»                          | 2:56     |  |
| 19. | «I Have Faith in You»                                 | 2:27     |  |
| 20. | «Welcome Back/End Titles»                             | 3:57     |  |
| 21. | «Time in a Bottle - Jim Croce»                        | 2:16     |  |
| 22. | «The First Time Ever I Saw Your Face – Roberta Flack» | 5:19     |  |

### The Rogue Cut Track Listening
El 10 de julio de 2015, se estrenó X-Men: Days of Future Past - The Rogue Cut (Original Motion Picture Soundtrack). El Soundtrack cuenta con dos discos, y con 34 tracks en total. Nuevamente, fue compuesto por John Ottman y fue lanzado por Sony Classical.

#### Disco 1
| Disc 1 |                                        |          |  |
| N.º    | Título                                 | Duración |  |
| 1.     | «Main Theme»                           | 0:56     |  |
| 2.     | «Hope (Xavier's Theme)»                | 4:50     |  |
| 3.     | «The Future»                           | 1:59     |  |
| 4.     | «Time's Up»                            | 4:19     |  |
| 5.     | «I Found Them»                         | 2:52     |  |
| 6.     | «Xavier's Plan»                        | 3:35     |  |
| 7.     | «Rules of Time»                        | 3:08     |  |
| 8.     | «Trask Hearing/A New Era»              | 2:34     |  |
| 9.     | «Saigon/Logan Arrives»                 | 4:35     |  |
| 10.    | «He Lost Everything»                   | 1:50     |  |
| 11.    | «Pentagon Plan/Sneaky Mystique»        | 3:25     |  |
| 12.    | «Springing Erik»                       | 3:33     |  |
| 13.    | «Clothes Off/Goodbye Peter»            | 2:12     |  |
| 14.    | «You Abandoned Us ALL! - Yes She Does» | 2:23     |  |
| 15.    | «How Was She?»                         | 1:47     |  |
| 16.    | «Paris Pandemonium»                    | 7:44     |  |
| 17.    | «Whitehouse Meeting»                   | 2:41     |  |
| 18.    | «Are You Mystique?»                    | 2:01     |  |
| 19.    | «We Need You»                          | 2:14     |  |
| 20.    | «All Those Voices»                     | 3:18     |  |
| 21.    | «Charles n Charles»                    | 2:59     |  |
| 22.    | «Off The Tracks»                       | 1:23     |  |
| 23.    | «There's Something Else»               | 1:59     |  |
| 24.    | «Contacting Raven»                     | 1:48     |  |
| 25.    | «Letting Raven In»                     | 3:34     |  |

#### Disco 2
| Disc 2 |                                    |          |  |
| N.º    | Título                             | Duración |  |
| 1.     | «Finding Rogue»                    | 3:02     |  |
| 2.     | «Costly Escape»                    | 2:21     |  |
| 3.     | «Cutting Ties»                     | 2:47     |  |
| 4.     | «Ripples in Time»                  | 1:19     |  |
| 5.     | «Raising RFK/Here They Come»       | 2:36     |  |
| 6.     | «Raising RFK/Magneto Ascends»      | 1:23     |  |
| 7.     | «The Attack Begins»                | 2:26     |  |
| 8.     | «Saving the Future»                | 5:03     |  |
| 9.     | «Join Me»                          | 2:55     |  |
| 10.    | «They Found Us/Remember the X-Men» | 3:40     |  |
| 11.    | «I Have Faith in You/Goodbyes»     | 3:19     |  |
| 12.    | «You’re Here»                      | 2:26     |  |
| 13.    | «Welcome Back/End Titles»          | 3:56     |  |
| 14.    | «En Sabah Nur»                     | 0:54     |  |

## X-Men: Apocalipsis
Bryan Singer, a través de su cuenta en la red social Twitter, anunció una nueva película para el 2016: X-Men: Apocalipsis. Pocos días después, en una entrevista con Empire, la describió como «más una secuela de Primera generación», aunque acontecida tras Days of Future Past. La revista Entertainment Weekly confirmó con 20th Century Fox que su estreno está programado para el 27 de mayo de dicho año. La película supondrá el regreso a la saga de los guionistas Dan Harris y Michael Dougherty, además de Simon Kinberg. El 11 de abril de 2014, Entertainment Weekly reportó que James McAvoy, Michael Fassbender, Nicholas Hoult, Jennifer Lawrence y Evan Peters volverán a repetir sus papeles para esta secuela, como Charles Xavier / Professor X, Erik Lehnsherr / Magneto, Dr. Henry "Hank" McCoy / Beast, Raven Darkholme / Mística y Pietro Maximoff / Quicksilver, respectivamente y el 13 de mayo de 2014 se confirma a Channing Tatum que interpretará al mutante Gambito. Además de las versiones jóvenes de Cíclope, Jean Grey y Tormenta; Se sabe que los jóvenes Tye Sheridan, Sophie Turner y Alexandra Shipp se encargaran de interpretarlos. También se han confirmado otros personajes como Nightcrawler interpretado por Kodi Smit-McPhee, Jubilee interpretada por Lana Condor, Psylocke interpretada por Olivia Munn y Angel interpretado por Ben Hardy. También es esencial el regreso de Hugh Jackman como Wolverine. La película se centrará en los personajes de Primera generación.